# Bitwa o Wzgórze Wiatraczne
Bitwa o Wzgórze Wiatraczne – starcie zbrojne, które miało miejsce 6 maja 1689 r. w trakcie wojny irlandzkiej (1689–1691).
Podczas Oblężenia Londonderry, wojska Jakobitów dowodzone przez Richarda Hamiltona obrały za cel położone niedaleko Bramy Biskupiej, Wzgórze Wiatraczne (Windmill Hill), będące ważnym punktem w systemie obrony miasta. Na wzgórzu znajdował się oddział muszkieterów uzbrojonych w długolufowe strzelby skałkowe i 3 działa. 
Wczesnym świtem 6 maja Jakobici przypuścili atak na pozycje protestantów na skraju bagnistej łąki (Bagside). Zaskoczony oddział protestantów uciekł do miasta, a Jakobici bez przeszkód okopali się na wzgórzu. O świcie grupa szturmowa w sile ok. 2 000 ludzi wyruszyła w dwóch kolumnach z miasta naprzeciwko pozycji Jakobitów. Atak jazdy został odparty przez rojalistów, piechocie protestanckiej udało się jednak wedrzeć na wzgórze, atakując Jakobitów od tyłu. 
W zaciętej walce Jakobitów wyparto z zajmowanych okopów, a w chwilę później odwrót zamienił się w paniczną ucieczkę. Zginął trafiony kulą dowódca brygady Jakobitów Ramsey. Irlandczycy stracili 150 zabitych, straty protestantów wyniosły kilkunastu ludzi. Po bitwie Wzgórze Wiatraczne włączono do systemu obrony Londonderry.